# NGC 6900
NGC 6900 (другие обозначения — PGC 64530, MCG 0-52-1, MCG -1-52-1, IRAS20189-0243) — спиральная галактика (Sb) в созвездии Орёл.
Этот объект входит в число перечисленных в оригинальной редакции «Нового общего каталога».